# Hinrich Ewald Hoff

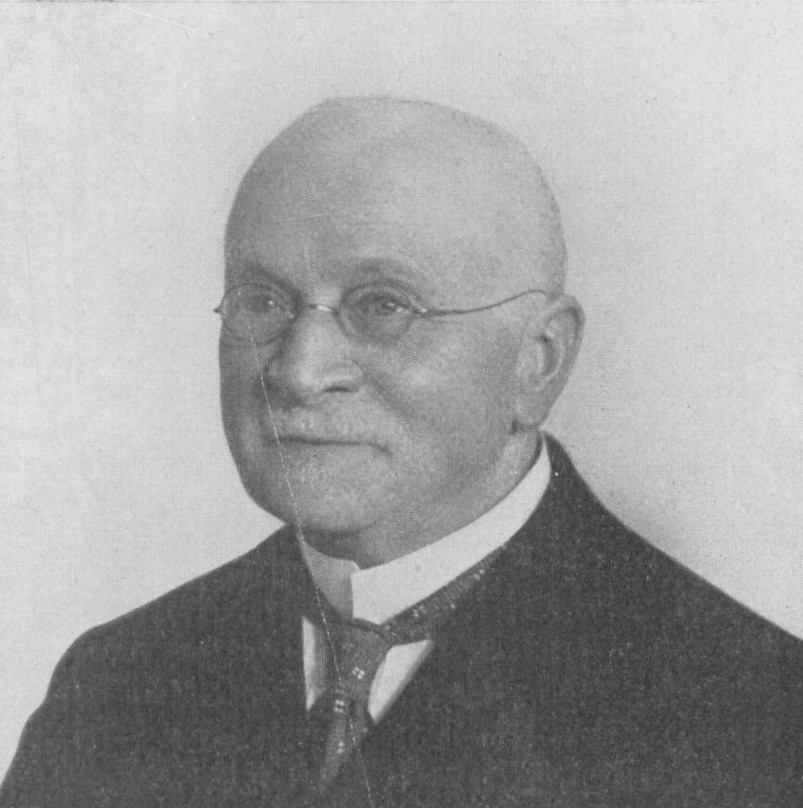
Hinrich Ewald Hoff, um 1933

Hinrich Ewald Hoff (* 15. März 1858; † 25. April 1941) war ein deutscher Lehrer und Historiker. 

## Leben
Hoff besuchte das Lehrerseminar in Eckernförde und war anschließend von 1880 bis 1923 Rektor der 4. Knaben-Volksschule in Kiel. Er setzte sich für einen heimatbezogenen Geschichtsunterricht in der Volksschule ein. Schleswig-Holsteinische Landesgeschichte sah er dabei immer als Teil der deutschen Geschichte an. Zu diesem Zweck veröffentlichte er auch sein bekanntestes Werk, die Schleswig-Holsteinische Heimatgeschichte, das von 1910 bis 1911 in zwei Bänden erschien. 1925 erschien das Werk in erweiterter Form in drei Bänden.
Nach dem Versailler Vertrag war Hoff eine der führenden Stimmen im sog. Grenzkampf zwischen Dänemark und Deutschland. 
Hoff verstarb an den Folgen eines Unfalls.

## Veröffentlichungen
- Geschichtliche Entwicklung des Herzotgums Schleswig bis zu seiner Vereinigung mit Holstein. In: Die Heimat. Monatsschrift des Vereins zur Pflege der Natur- und Landeskunde in Schleswig-Holstein, Hamburg und Lübeck. Bd. 9 (1899), Heft 1, Januar 1899, S. 6–12 (Digitalisat), Teil II: Heft 2, Februar 1899, S. 35–40 (Digitalisat), Teil III: Heft 3, März 1899, S. 57–61 (Digitalisat), Teil IV: Heft 5, Mai 1899, S. 95–102 (Digitalisat), Teil V: Heft 8, August 1899, S. 159–166 (Digitalisat), Teil IV: Heft 10, Oktober 1899, S. 193–202 (Digitalisat).
- Die schleswigsche und die holsteinische Ständeversammlung von 1844 im Kampfe für die alten Landesrechte. In: Die Heimat. Monatsschrift des Vereins zur Pflege der Natur- und Landeskunde in Schleswig-Holstein, Hamburg und Lübeck. Bd. 15 (1905), Heft 3, März 1905, S. 60–65 (Digitalisat), Heft 4, April 1905, S. 83–88 (Digitalisat), Heft 5, Mai 1905, S. 111–115 (Digitalisat), Heft 7, Juli 1905, S. 154–161 (Digitalisat).
- Zum Gedächtnis der Erhebung Schleswig-Holsteins am 24. März 1848. In: Die Heimat. Monatsschrift des Vereins zur Pflege der Natur- und Landeskunde in Schleswig-Holstein, Hamburg und Lübeck. Bd. 18 (1908), Heft 3, März 1908, S. 53–60 (Digitalisat).
- Schleswig-Holsteinische Heimatgeschichte, 2 Bde. Lipsius und Tischer, Kiel 1910–1911.
  - Bd. 1: Von den ältesten Zeiten bis zur Wahl Christians I. zum Landesherrn, 1460.
  - Bd. 2: Vom Jahre 1460 bis zur Gegenwart.
- Die Kämpfe um Schleswig-Holstein 1863–1866: ein Gedenkbuch. Handorff, Kiel 1914.

- Aus der Vergangenheit der Stadt Kiel. In: Festschrift zur Deutschen Lehrerversammlung. 1914, S. 3–15.
- Der Wiener Friede. In: Die Heimat. Bd. 24 (1914), Heft 12, Dezember 1914, S. 302–309 (Digitalisat).

- Aus der meerumschlungenen Heimat. Verlag der Bücherzentrale für Deutsche Kriegsgefangene [ca. 1915].

- Schleswig-Holstein up ewig ungedeelt! Schaidt, Kiel 1919.

- Die nationalen und staatsrechtlichen Verhältnisse des Herzogtums Schleswig: auf Grund der geschichtlichen Tatsachen. Rothe, Tondern 1919.

- Im Kampf um die deutsche Nordmark. Handorff, Kiel 1919 (Digitalisat).

- Nochmals: Die nationalen und staatsrechtlichen Verhältnisse Schleswigs : eine deutsche Antwort auf dänische Behauptungen. Rothe, Tondern 1919.
- Von Lornsen bis Beseler. Schleswiger Nachrichten, Schleswig 1924.

- Schleswig-Hosteinische Heimatgeschichte, 3 Bde. Wachholtz, Neumünster 1925
  - Bd. 1: Von den ältesten Zeiten bis zur Wahl Christians I. zum Landesherrn, 1460.
  - Bd. 2: Vom Jahre 1640 [vielm. 1460] bis 1815.
  - Bd. 3: Vom Jahre 1815 bis zur Gegenwart.